# Neferkare II
Neferkare was een farao van de 7e dynastie van de Egyptische oudheid. Zijn naam betekent Schitterend is de Ka van Re!
Van Neferkare is zeer weinig bekend. Zijn naam komt voor in de Abydos koningslijst. Jürgen von Beckerath denkt dat deze farao te maken heeft met Wadjkare. Aangezien Neferkare een naam is die veel voorkomt in de dynastie kan het echter ook slaan op een andere meer bekende farao.